# Z4p
Z4p är en svensktillverkad lokomotor, som byggdes under 1940- och 1950-talen. Lokomotorerna drivs av motorer typ Scania-Vabis D812. Loken var i drift på svenska järnvägar från det de första levererades 1947 till dess de sista slopades vid Roslagsbanan 2015.

## Historik
De första loken tillverkades av Kalmar Verkstad under 1940-talet till Stockholm-Roslagens Järnvägar (SRJ) och Gotlands Järnväg (GJ) i fyra exemplar. Loken beställdes därefter av Statens Järnvägar (SJ) och Nordmark-Klarälvens Järnvägar (NKlJ) samt flertalet andra mindre privatbanor och industrier.
SJ slopade merparten av sina lokomotorer under 1970-talet, men tre lok – utöver de som 1972 medföljde när före detta Stockholm-Roslagens Järnvägar övergick till Stockholms Lokaltrafik (SL) – såldes då till SL för trafik på Roslagsbanan. Nordmark-Klarälvens Järnvägars lok skrotades efter nedläggningen och Roslagsbanan var den sista järnvägen med dessa lok i trafik. De sista exemplaren slopades 2015.

### Z4t
Det byggdes åtta Z4t för SJ:s trafik på 1 067 mm banorna i södra Småland, Blekinge och Halland.

### Z4tu
Sju stycken av de till SJ levererade loken byggdes i början på 1960-talet om till Z4tu med den unika spårvidden 1 093 mm för SJ:s trafik på Köping-Uttersberg-Riddarhyttans Järnväg (KURJ). Efter den järnvägens nedläggning 1966, återställdes loken till 891 mm eller 1067 mm spårvidd.

## Bevarade fordon
Ett flertal av lokomotorerna bevaras av olika museiföreningar. Den först tillverkade lokomotorn, SRJ 1 (SJ Z4p 1539), även känd som Urtrucken, finns bevarad hos SRJmf och Upsala-Lenna Jernväg tillsammans med SJ Z4p 266, 317 och 406. SJ Z4p 405 finns bevarad hos Anten-Gräfsnäs Järnväg, Gotlands Hesselby Jernväg bevarar tre lokomoterer, f.d. SJ Z4p 312, 320 och 397.  En Z4tu finns också bevarad, f.d. SJ Z4tu 316 som innehas av KUJmf i Köping.  SJ 258 och 259 finns på Wadstena–Fogelsta Järnväg. Z4t 307 och 227 finns på Setesdalsbanen i Norge. Z4p 261 finns hos Hultsfred-Västervik smalspårsjärnväg. 

## Bildgalleri

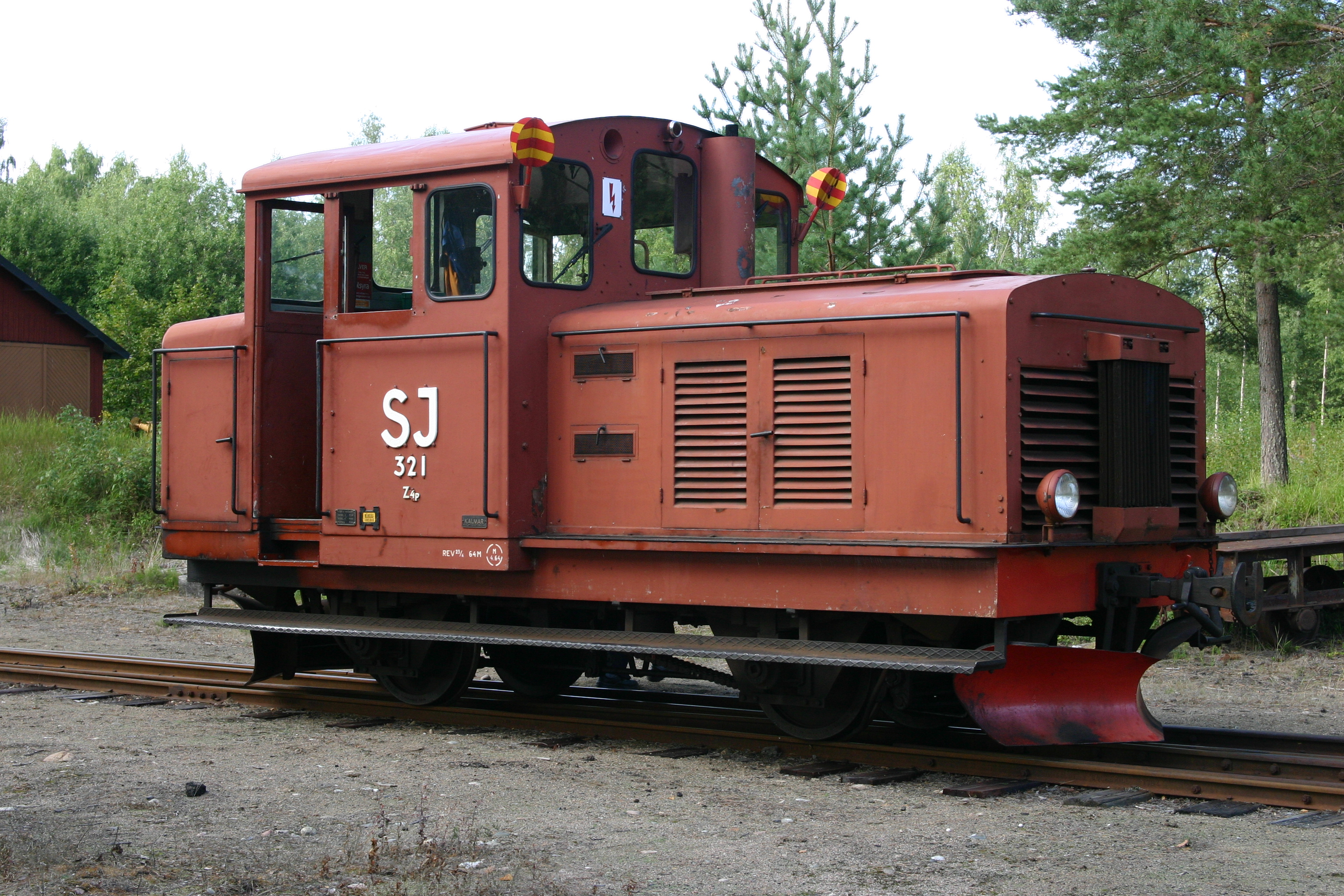
JTJ (tidigare SJ) Z4p 321 som museifordon i Jädraås, 2008 (äldre modell)
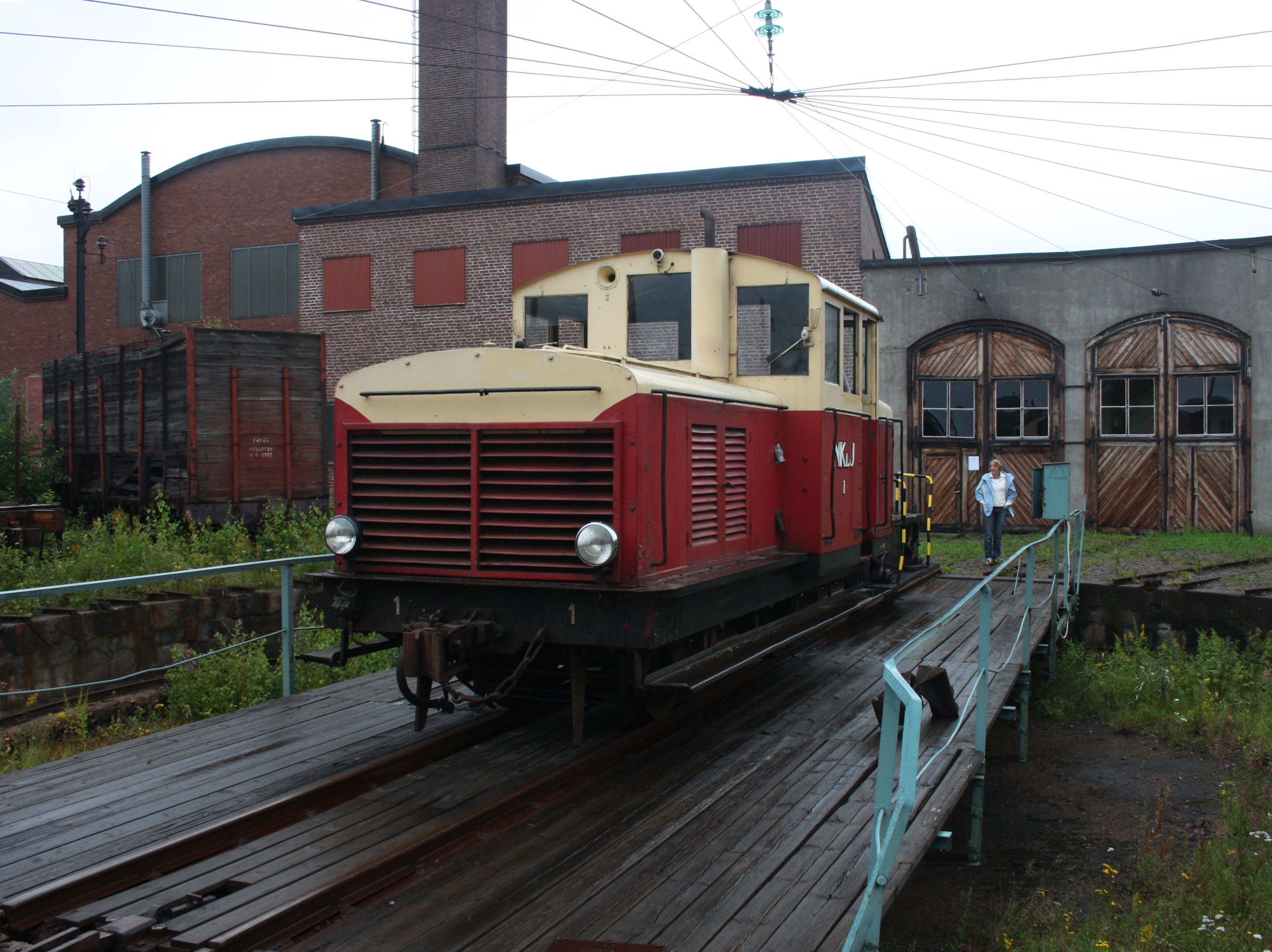
Tidigare NKlJ Z4p, nummer 1 på Hagfors järnvägsmuseum, 2009 (äldre modell)
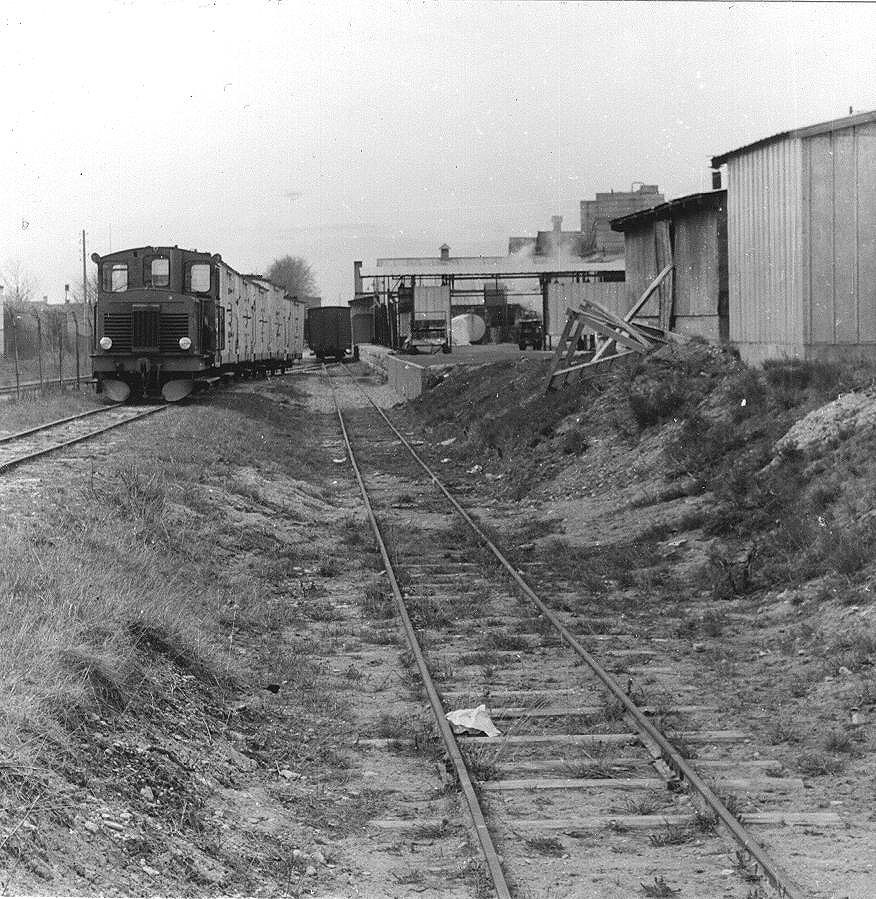
SJ Z4p med okänt nummer med det så kallade "Griståget" vid Visby slakteri 1960 ((äldre modell)
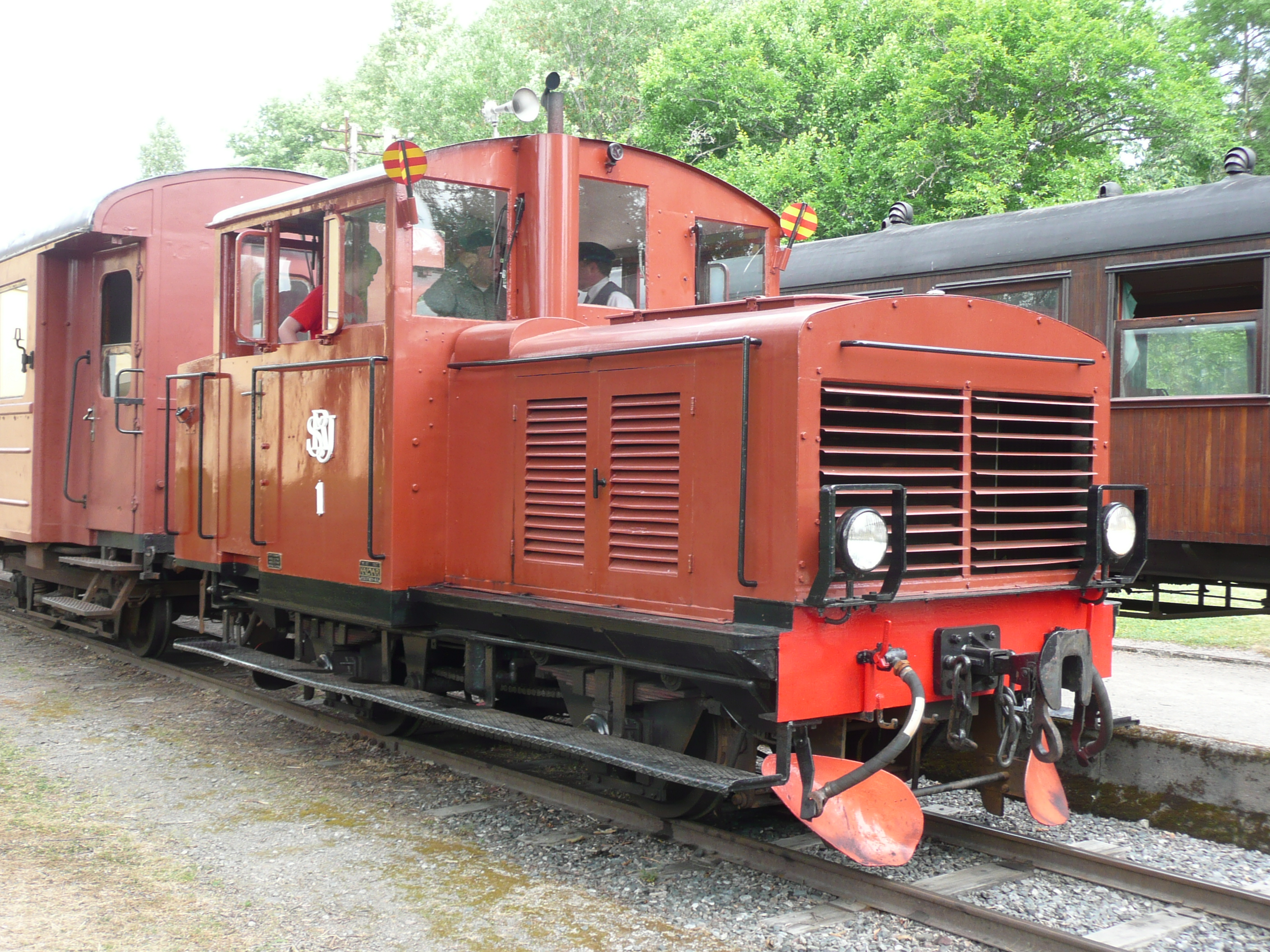
SRJ 1, Urtrucken, den först tillverkade Z4p, numera museifordon i Marielund, 2010